# Erland Lagerlöf (konsthistoriker)
Nils Erland Magnus Lagerlöf, född den 28 juli 1928 i Brattfors, Värmlands län, död den 18 augusti 2014 i Stockholm, var en svensk konsthistoriker. Han var son till kontraktsprost Karl Lagerlöf och bror till litteraturvetaren  Karl Erik Lagerlöf. I sitt andra äktenskap var han från 1982 gift med journalisten Sophie Petzell, dotter till Åke Petzäll.
Lagerlöf avlade filosofie kandidatexamen 1955, filosofie licentiatexamen 1960 och filosofie doktorsexamen 1975. Han blev docent i konstvetenskap vid Stockholms universitet 1976 och antikvarie vid Riksantikvarieämbetet samma år. Lagerlöf hade varit medarbetare vid verket Sveriges kyrkor: konsthistoriskt inventarium sedan 1960. Han var landsantikvarie och chef för Gotlands fornsal i Visby 1978–1979. Lagerlöf var styrelseledamot i Wilhelmina von Hallwyls Gotlandsfond, i Dendrokronologiska sällskapet och i Svenska fornminnesföreningen. Han blev ledamot av Kungliga Samfundet för utgivande av handskrifter rörande Skandinaviens historia 1979. Lagerlöf är begraven på Råda kyrkogård i Härryda kommun.